# St. Petersburg Open 2012
Il St. Petersburg Open 2012 è stato un torneo di tennis giocato su campi in cemento al coperto. È stata la diciottesima edizione del torneo denominato St. Petersburg Open, che appartiene al circuito ATP World Tour 250 series dell'ATP World Tour 2012. Si è giocato al Petersburg Sports and Concert Complex di San Pietroburgo, in Russia, dal 15 al 23 settembre 2012.

## Partecipanti

### Teste di serie
| Nazionalità   | Giocatore              | Ranking* | Testa di serie |
| ------------- | ---------------------- | -------- | -------------- |
| Russia        | Michail Južnyj         | 29       | 1              |
| Uzbekistan    | Denis Istomin          | 34       | 2              |
| Slovacchia    | Martin Kližan          | 46       | 3              |
| Italia        | Fabio Fognini          | 54       | 4              |
| Slovacchia    | Lukáš Lacko            | 57       | 5              |
| Taipei cinese | Lu Yen-hsun            | 59       | 6              |
| Spagna        | Guillermo García López | 68       | 7              |
| Estonia       | Jürgen Zopp            | 71       | 8              |

* Le teste di serie sono basate sul ranking al 10 settembre 2012.

### Altri partecipanti
I seguenti giocatori hanno ricevuto una wild card per il tabellone principale: 
- Evgenij Donskoj
- Michail Elgin
- Tejmuraz Gabašvili

I seguenti giocatori sono passati dalle qualificazioni:

- Andrej Kumancov
- Nikolai Fidirko
- Andrej Vasilevskij
- Sergey Betov

## Campioni

### Singolare
Martin Kližan ha sconfitto in finale  Fabio Fognini per 6-2, 6-3.
- È il primo titolo ATP in carriera per Kližan.

### Doppio
Rajeev Ram /  Nenad Zimonjić hanno sconfitto in finale  Lukáš Lacko /  Igor Zelenay per 6-2, 4-6, [10-6].